# La parole est à la défense (film, 1977)
Pour les articles homonymes, voir La parole est à la défense.
Pour plus de détails, voir Fiche technique et Distribution.
La parole est à la défense (Слово для защиты, Slovo dlia zachtchity) est un film soviétique réalisé par Vadim Abdrachitov, sorti en 1976.

## Fiche technique
- Titre français : La parole est à la défense[1]
- Titre original : Слово для защиты, Slovo dlia zachtchity[2],[3]
- Réalisation : Vadim Abdrachitov
- Scénario : Alexandre Mindadze
- Photographie : Anatoli Zabolotski
- Musique : Vladimir Martynov
- Décors : Ippolit Novoderejkine
- Format : 35 mm - mono - couleur
- Production : Mosfilm
- Pays : URSS
- Langue : russe
- Genre : drame
- Durée : 98 minutes
- Sortie : 1976

## Distribution
- Galina Yatskina : Irina Mejnikova, avocate
- Marina Neïolova : Valentina Kostina, accusée
- Oleg Yankovski : Ruslan Shevernev, le fiancé d'Irina
- Stanislav Lioubchine : Vitali, compagnon de Valentina
- Viktor Choulguine : Piotr Konstantinovitch, le père d'Irina
- Anatoli Gratchev : procureur
- Eduard Izotov : Arkadi Stepanovitch
- Igor Kostolevsky : Kurpénine